# Tartaro (mitologia)
«Tanto è profondo il Tartaro oscuro sotto la terra:

se un'incudine di bronzo cadesse dal cielo, dopo nove notti

e nove giorni, al decimo arriverebbe a terra

- e così è profondo sotto la terra anche il Tartaro oscuro,

che se un'incudine di bronzo cadesse dalla terra, dopo nove notti

e nove giorni, al decimo arriverebbe al Tartaro»

(Esiodo, Teogonia, vv. 721-25).
Tartaro (in greco antico: Τάρταρος?, Tártaros) indica, nella Teogonia di Esiodo, il luogo inteso come la realtà tenebrosa e sotterranea (katachthònia), e quindi il dio che lo personifica, venuto a essere dopo Caos e Gea.
Zeus vi rinchiuse i Titani, stirpe divina e padri degli dei dell'Olimpo, dopo averli sconfitti a seguito della Titanomachia. Lì, inoltre, si trovavano altri mostri come, ad esempio, le Arai, ma anche mortali puniti per i loro gravi misfatti come Tantalo (re della Lidia, punito dagli dèi per le sue colpe con una fame e una sete insaziabili: sebbene avesse accanto a sé frutti e acqua, non appena tentava di afferrarli questi si allontanavano da lui). Sempre in Esiodo, Tartaro è considerato il procreatore, insieme con Gaia, di Tifone.

## Storia
Secondo Graziano Arrighetti, Esiodo rende la posizione spaziale del Tartaro incongruente, dacché mescola descrizioni "orizzontali" e "verticali", ossia dipinge il luogo come "ai confini della terra" (v. 731) e contemporaneamente come al di sotto della terra (v. 720 sgg.). La questione è insormontabile. Nella visione verticale viene descritto come una voragine buia, talmente profonda che lasciandovi cadere un'incudine questa avrebbe impiegato nove giorni e nove notti per toccarne il fondo.
In Apollodoro (Biblioteca I,1,2) Tartaro è il luogo tenebroso dell'Ade dove Urano rinchiuse i Ciclopi.
Col tempo la parola Tartaro venne confusa e assimilata a una generica definizione di inferno: già con Virgilio (70 - 19 a.C.) che, nell'Eneide, divide gli inferi fra Tartaro e Campi Elisi.

## Influenza culturale
Al Tartaro sono intitolati i Tartarus Montes su Marte.
Nel videogioco roguelike Hades il protagonista, il dio ctonio Zagreus, figlio secondo il mito di Ade e Persefone, deve oltrepassare il Tartaro per riuscire a emergere dall'oltretomba; per superare l'uscita del Tartaro dovrà affrontare le Furie (Megera, Aletto e Tisifone) le quali si alternano a difesa dell'uscita. Sconfiggendole riuscirà a uscire dal Tartaro e ad accedere ai Prati d'Asfodelo.
È il dungeon principale del videogioco di ruolo giapponese Shin Megami Tensei: Persona 3
In diversi libri della saga di Percy Jackson i protagonisti devono viaggiare attraverso il Tartaro e affrotarne i numerosi pericoli. Sempre nei libri di Percy Jackson il Tartaro è il luogo dove i mostri rinascono dopo essere stati distrutti.